# قبر موسوم به شاپور
قبر موسوم به شاپور مربوط به دوران‌های تاریخی پس از اسلام است و در دهدشت، خیابان پارک جنگلی، بر روی سطح تپه غربی شهر قدیم واقع شده و این اثر در تاریخ ۲۳ بهمن ۱۳۸۰ با شمارهٔ ثبت ۴۷۴۱ به‌عنوان یکی از آثار ملی ایران به ثبت رسیده است.